# Wolfgang Tzschupke
Wolfgang Tzschupke (* 5. Februar 1945 in Wurzen) ist ein deutscher Hochschullehrer für forstliche Betriebswirtschaft im Ruhestand und Forstlicher Sachverständiger.

## Leben
Der Sohn eines preußischen Forstmeisters verbrachte seine Schulzeit in Kehl am Rhein. Von 1966 bis 1970 studierte er an der Albert-Ludwigs-Universität Freiburg Forstwissenschaften und war nach seinem Abschluss wissenschaftlicher Mitarbeiter an der Abteilung für Luftbildmessung und Fernerkundung bei Gerd Hildebrandt. 1974 wurde er mit „summa cum laude“ zum Dr. rer. nat. promoviert.
Danach war Tzschupke unter anderem Forsteinrichter im Odenwald und Referent bei der damaligen Forstdirektion Karlsruhe und 1981 beim Bundesministerium für Ernährung, Landwirtschaft und Forsten, wo er neben anderen die erste Bundeswaldinventur vorbereitete. Zudem war er Projektbevollmächtigter für Ursachenforschung zum Waldsterben beim Kernforschungszentrum Karlsruhe.
Von 1985 bis 1990 leitete Tzschupke das staatliche Forstamt Freudenstadt. In dieser Zeit lehnte er aus persönlichen Gründen einen Ruf als Professor an einer Universität ab. Er war Lehrbeauftragter an der Forstwissenschaftlichen Fakultät der Universität Freiburg und habilitierte sich dort für Forsteinrichtung und Fernerkundung.
Seit dem Jahr 1991 war Tzschupke Professor und zeitweise Prorektor an der Hochschule für Forstwirtschaft Rottenburg, wo er von 1995 bis 2001 auch das Amt des Rektors ausübte.
Tzschupke wohnt in Freudenstadt, ist verheiratet und hat zwei Kinder. Seine Hobbys sind Wandern, neuere Geschichte, Malerei und Briefmarken.

## Nationalpark Nordschwarzwald
Als engagierter Forstwissenschaftler hat sich Wolfgang Tzschupke mit mehreren Gutachten gegen das Projekt des Landes Baden-Württemberg zur Einrichtung eines Nationalparks Nordschwarzwald gewandt.

## Schriften
- Untersuchungen zur automatischen Identifizierung forstlich bedeutsamer Bildgestalten durch digitale Auswertung von an Infrarot-Farbluftbildern gemessenen Farb- und Texturparametern. Diss. Univers. Freiburg. 262 S. 1974
- Die forstliche periodische Erfolgskontrolle in der Bundesrepublik Deutschland: eine Darstellung ihrer geschichtlichen und theoretischen Grundlagen sowie ihrer gegenwärtigen Praxis mit Vorschlägen für ihre Weiterentwicklung. Habil.-Schr. Univers. Freiburg. 211 S. 1990 (auch Schriftenreihe der Fachhochschule für Forstwirtschaft / Fachhochschule für Forstwirtschaft; 2)
- Die Ertragslage im Kommunalwald – sind rote Zahlen unvermeidlich? : Fortbildungsseminar der Forstlichen Fortbildungsakademie Rottenburg (FAR) für Bürgermeister und leitende Kommunalbeamte waldbesitzender Gemeinden. 91 S. Rottenburg. (auch: Schriftenreihe der Fachhochschule Rottenburg, Hochschule für Forstwirtschaft / Fachhochschule; 4)

## Mitgliedschaften und Ehrungen
- Goedecke-Forschungspreis 1974
- Deutsche Gesellschaft für Photogrammetrie, Fernerkundung und Geoinformation
- Deutscher Forstverein
- Deutscher Forstwirtschaftsrat
- Arbeitsgemeinschaft Naturgemäße Waldwirtschaft
- Gemeinderat in Freudenstadt seit 1999
- Schwarzwaldverein
- Rotary-Club